# Campionati del mondo di ciclismo urbano - Trial 20" maschile Elite
Il trial 20" maschile Elite è una delle prove inserite nel programma dei campionati del mondo di ciclismo urbano.
Si tratta della prova di trial più antica, in quanto si svolge dal 1986 (la gara 26" è stata introdotta nel 1995). Inizialmente inclusa negli specifici campionati del mondo di trial, dal 2000 al 2016 la gara confluì, come le altre di trial, nel programma dei campionati del mondo di mountain bike (nel 2016 il trial si svolse nella stessa sede delle sole gare di downhill e four-cross). Dal 2017 la prova si svolge all'interno dei neonati campionati del mondo di ciclismo urbano.

## Albo d'oro
Aggiornato all'edizione 2017.
| Anno | Vincitore         | Secondo              | Terzo                  |
| ---- | ----------------- | -------------------- | ---------------------- |
| 1986 | Daniel Crosset    | Hansjörg Rey         | Bruno Evard            |
| 1987 | Daniel Crosset    | Bruno Evard          | Miquel Lorenzo         |
| 1988 | Josep Ribera      | Ot Pí                | Christoph Winand       |
| 1989 | Ot Pí             | Gerd Merkel          | Josef Dressler         |
| 1990 | Ot Pí             | Josef Dressler       | Christoph Winand       |
| 1991 | Ot Pí             | Josef Dressler       | Libor Karas            |
| 1992 | Alfonso Méndez    | Marc Terricabres     | Javier Calleja         |
| 1993 | Joël Gavillet     | Stephan Schlie       | Alfonso Méndez         |
| 1994 | Jesús Hurtado     | Alfonso Méndez       | Stephan Schlie         |
| 1995 | Jesús Hurtado     | Christopher Noelle   | Gerd Merkel            |
| 1996 | Elias Bonet       | Alfonso Méndez       | Marc Verdaguer         |
| 1997 | Michael Mesick    | Alfonso Méndez       | Daniel Cegarra         |
| 1998 | Juan Pedro García | Daniel Cegarra       | Juan Antonio Linares   |
| 1999 | Marco Hösel       | Juan Antonio Linares | Milosz Grajewski       |
| 2000 | Daniel Comas      | Marco Hösel          | Juan Antonio Linares   |
| 2001 | Rafal Kumorowski  | Marco Hösel          | Benito Ros             |
| 2002 | Marco Hösel       | Juan Antonio Linares | Peter Barták           |
| 2003 | Benito Ros        | Marco Hösel          | Vincent Hermance       |
| 2004 | Benito Ros        | Marco Hösel          | Rafal Kumorowski       |
| 2005 | Benito Ros        | Marco Hösel          | Juan Daniel de la Peña |
| 2006 | Marco Hösel       | Carles Díaz Codina   | Benito Ros             |
| 2007 | Benito Ros        | Carles Díaz Codina   | Daniel Comas Riera     |
| 2008 | Benito Ros        | Rafal Kumorowski     | Sebastian Hoffmann     |
| 2009 | Benito Ros        | Rafal Kumorowski     | Loris Braun            |
| 2010 | Benito Ros        | Abel Mustieles       | Rick Koekoek           |
| 2011 | Abel Mustieles    | Gilles Coustellier   | Théau Courtes          |
| 2012 | Abel Mustieles    | Vincent Hermance     | Ion Areitio            |
| 2013 | Abel Mustieles    | Aurélien Fontenoy    | Benito Ros             |
| 2014 | Benito Ros        | Abel Mustieles       | Raphael Pils           |
| 2015 | Abel Mustieles    | Lucien Leiser        | Benito Ros             |
| 2016 | Abel Mustieles    | Benito Ros           | Ion Areitio            |
| 2017 | Abel Mustieles    | Dominik Oswald       | Ion Areitio            |

## Medagliere
| Pos.   | Nazione        | Oro | Argento | Bronzo | Totale |
| ------ | -------------- | --- | ------- | ------ | ------ |
| 1      | Spagna         | 24  | 15      | 16     | 55     |
| 2      | Germania       | 4   | 9       | 3      | 16     |
| 3      | Belgio         | 2   | 1       | 3      | 6      |
| 4      | Polonia        | 1   | 2       | 2      | 5      |
| 5      | Svizzera       | 1   | 2       | 1      | 4      |
| 6      | Cecoslovacchia | 0   | 2       | 2      | 4      |
| 7      | Francia        | 0   | 1       | 3      | 4      |
| 8      | Paesi Bassi    | 0   | 0       | 1      | 1      |
| 8      | Slovacchia     | 0   | 0       | 1      | 1      |
| Totale | Totale         | 32  | 32      | 32     | 96     |